# Nollendorfplatz (Berlins tunnelbana)
Tunnelbanestationen Nollendorfplatz är den tunnelbanestation i Berlins tunnelbana som har flest linjer, hela fyra linjer går till Nollendorfplatz. Linje U1, U2, U3 och U4. Nollendorfplatz kännetecknas av tunnelbanan som går utomhus på en viadukt och Neues Schauspielhaus. Stationen har tre olika plan med olika tunnelbanelinjer. Ett av planen, för linje U2, är ovanför gatunivå.

## Historia

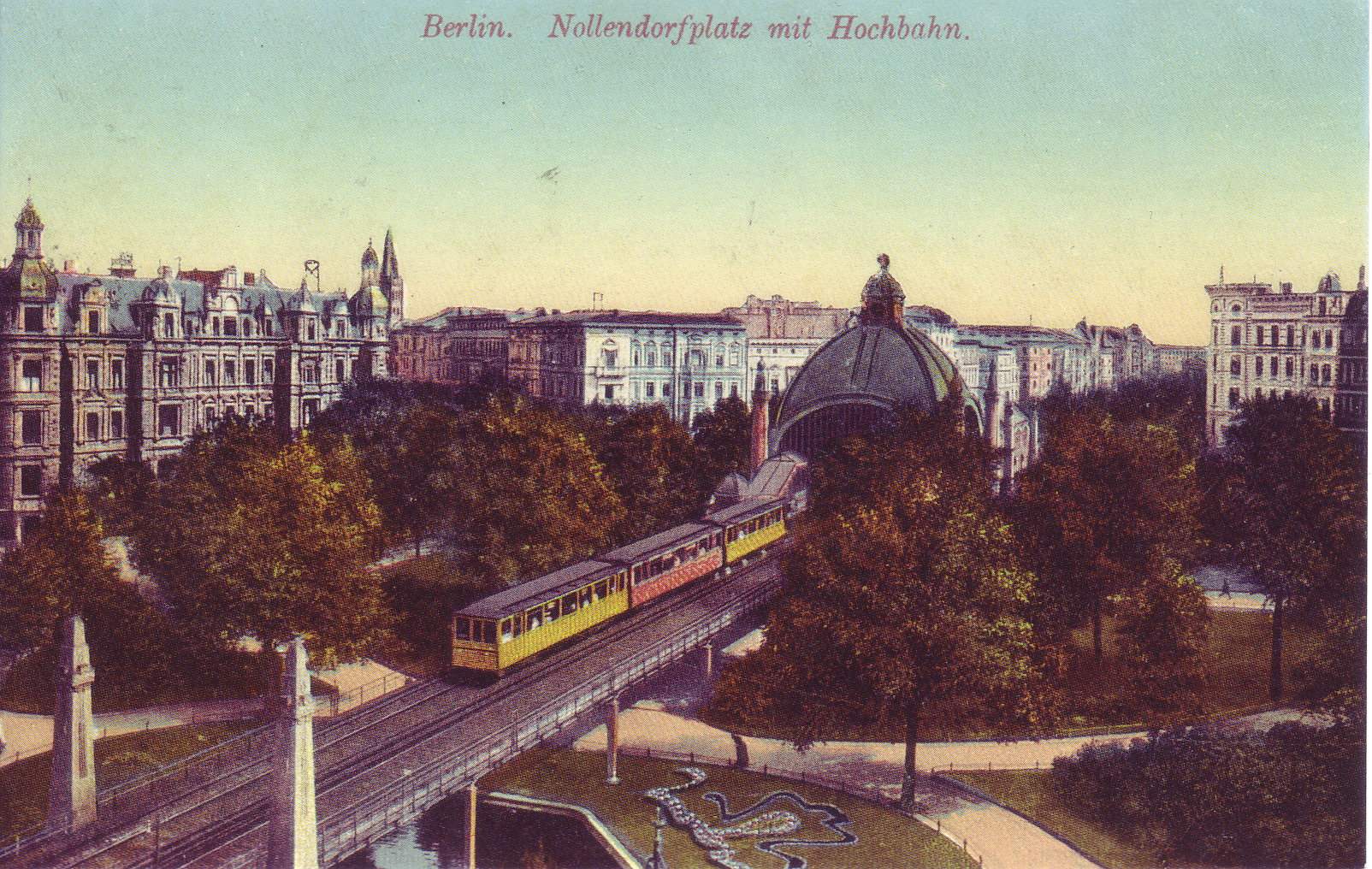
Nollendorfplatz omkring 1900

Nollendorfplatz öppnades redan 1902 som en del i Berlins första högbana, dagens tunnelbanenäts första del som är känt som stamsträckan (Stammstrecke). Stationen ritades av Wilhelm Cremer und Richard Wolffenstein. Nollendorfplatz är den sista stationen ovan jord västerut innan banan åter går under jord. 1908-1910 byggde den dåvarande självständiga staden Schöneberg sin tunnelbana, idag linje U4. För ändamålet och med anslutning till Berlins tunnelbana byggdes Schöneberger Bahnhof. 1915 följde ombyggnationen för att göra stationen till en gemensam station för flera linjer. 1917 var råbygget klart men först 1926 följde öppnandet av sträckan under Kurfürstenstrasse. Nu fanns alltså ytterligare två underjordiska linjer samtidigt som en nu hall byggts efter ritningar av Alfred Grenander. 
Stationen skadades svårt under andra världskrigets bombningar och dagens stationsbyggnad är en förenklad version av den ursprungliga. I samband med Berlinmurens byggande delades linjen som går på högbana och den västliga delen av linjen kom att sluta på den föregående stationen Wittenbergplatz. Istället blev den övre stationen på Nollendorfplatz plats för en loppmarknad, på stationen Bülowstrasse öppnade en turkisk basar. Mellan de två stationerna kom pendeltrafik att ske med en gammal spårvagn. Berlins återförening innebar även en återförening för linjens västliga och östliga sträckningar. Ombyggnationer och sanering följde fram till 1993 då linje U2 åter blev en och samma linje. På Nollendorfplatz togs därför loppmarknaden bort. Senare kunde med hjälp av donationer en förenklad kupol byggas som påminner om den ursprungliga stationens utformning.

## Galleri

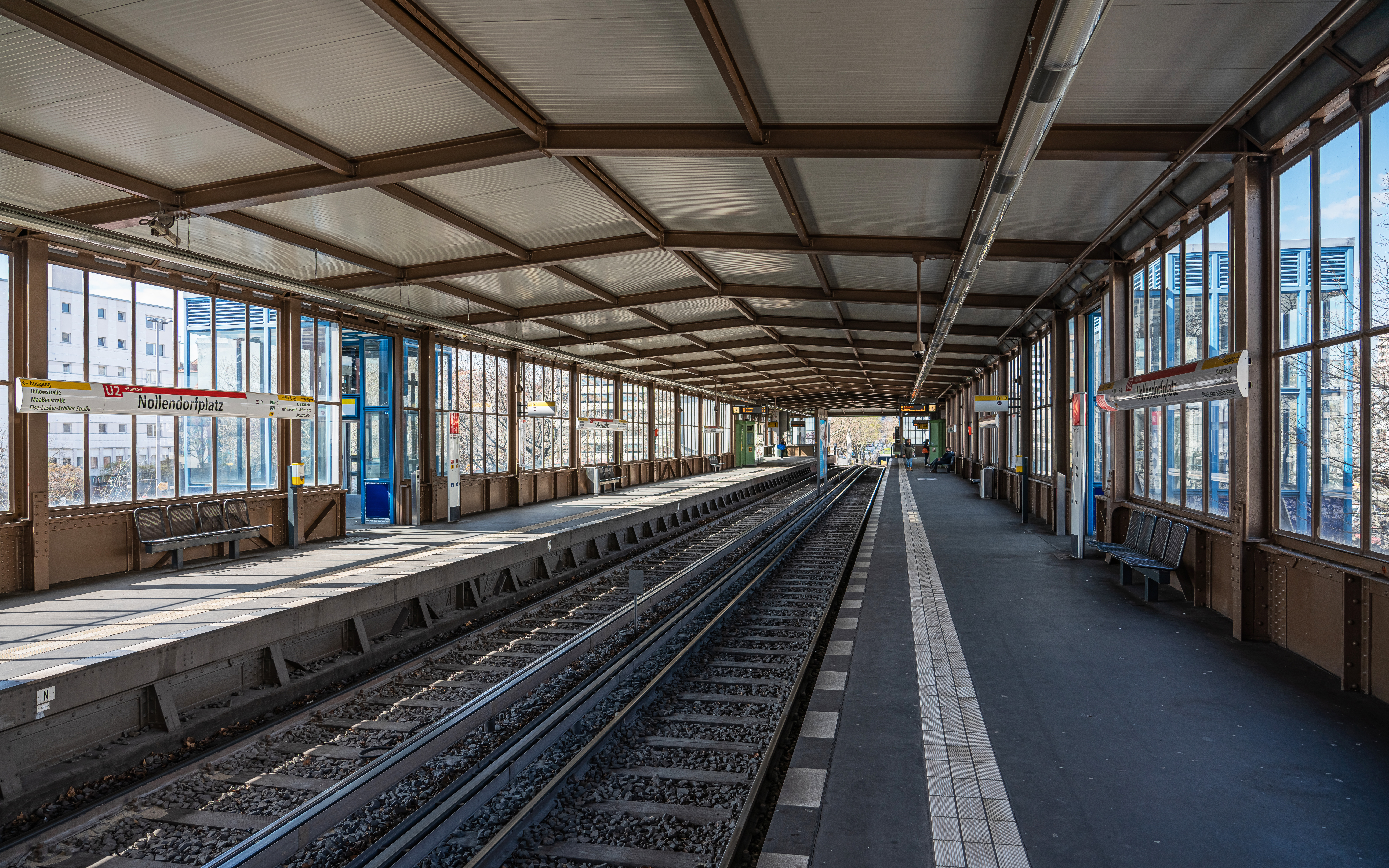
Perronger för linje
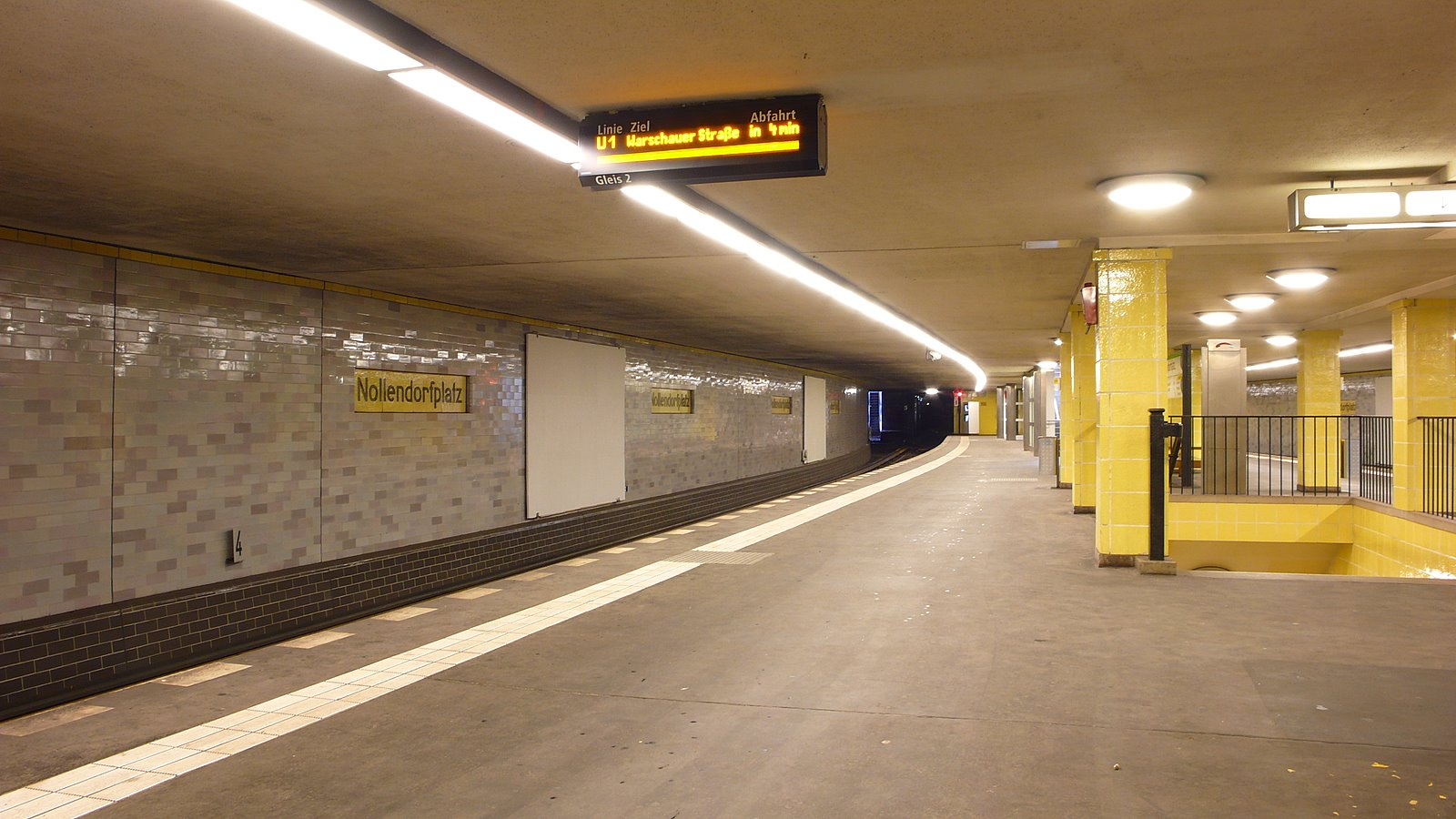
Perrong för linjer  och  till Warschauer Strasse
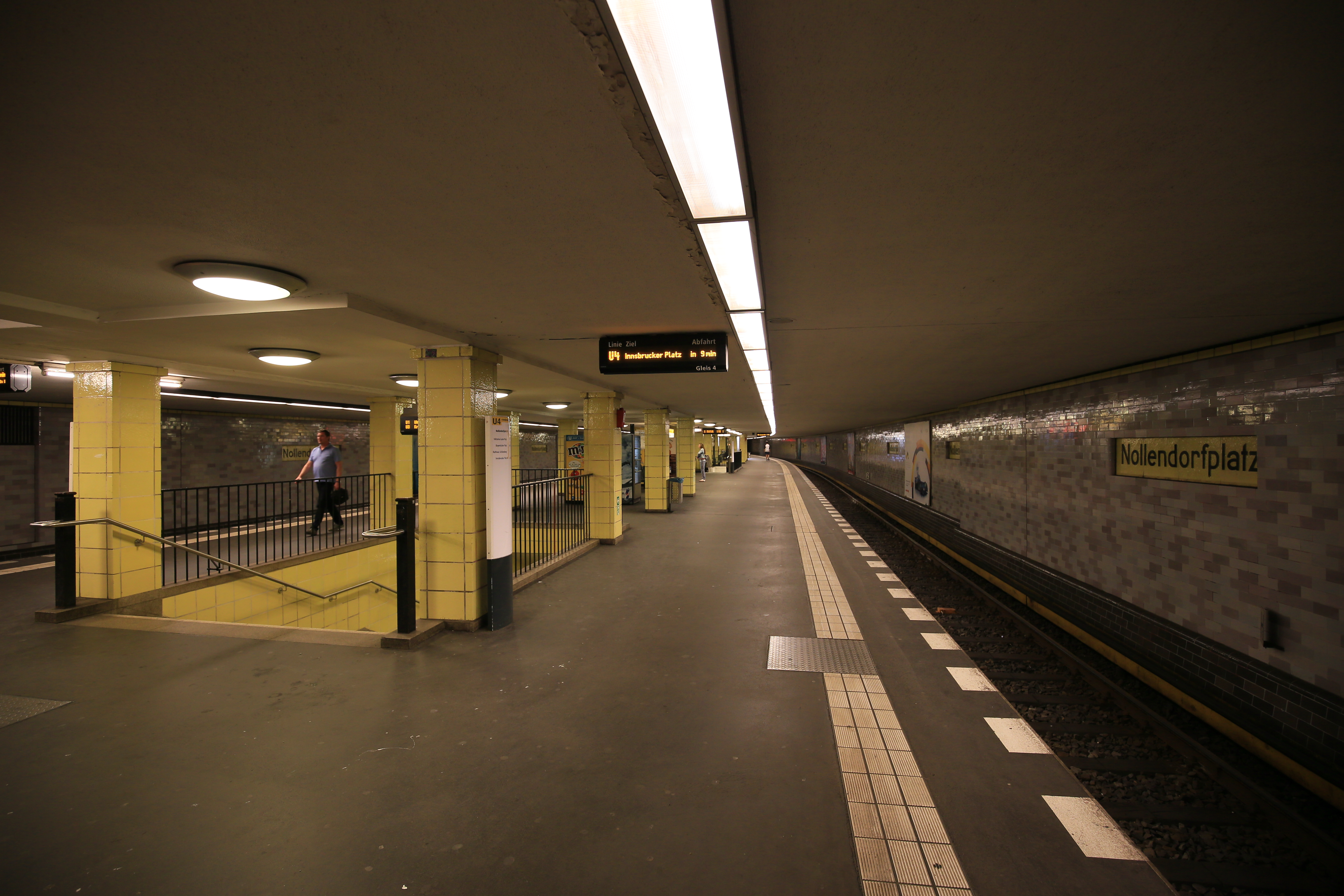
Perrong för linje
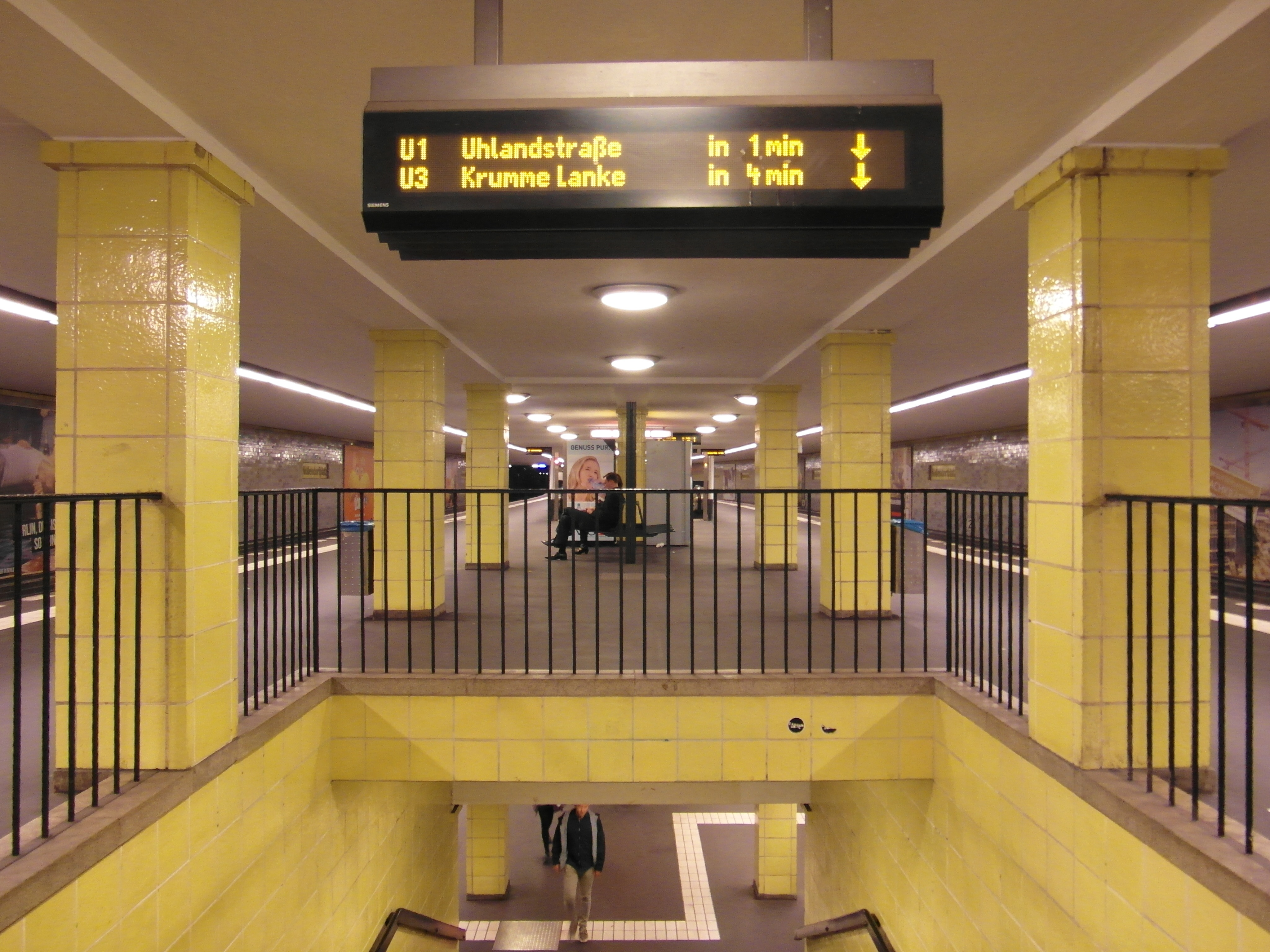
Trappor till nedre plan
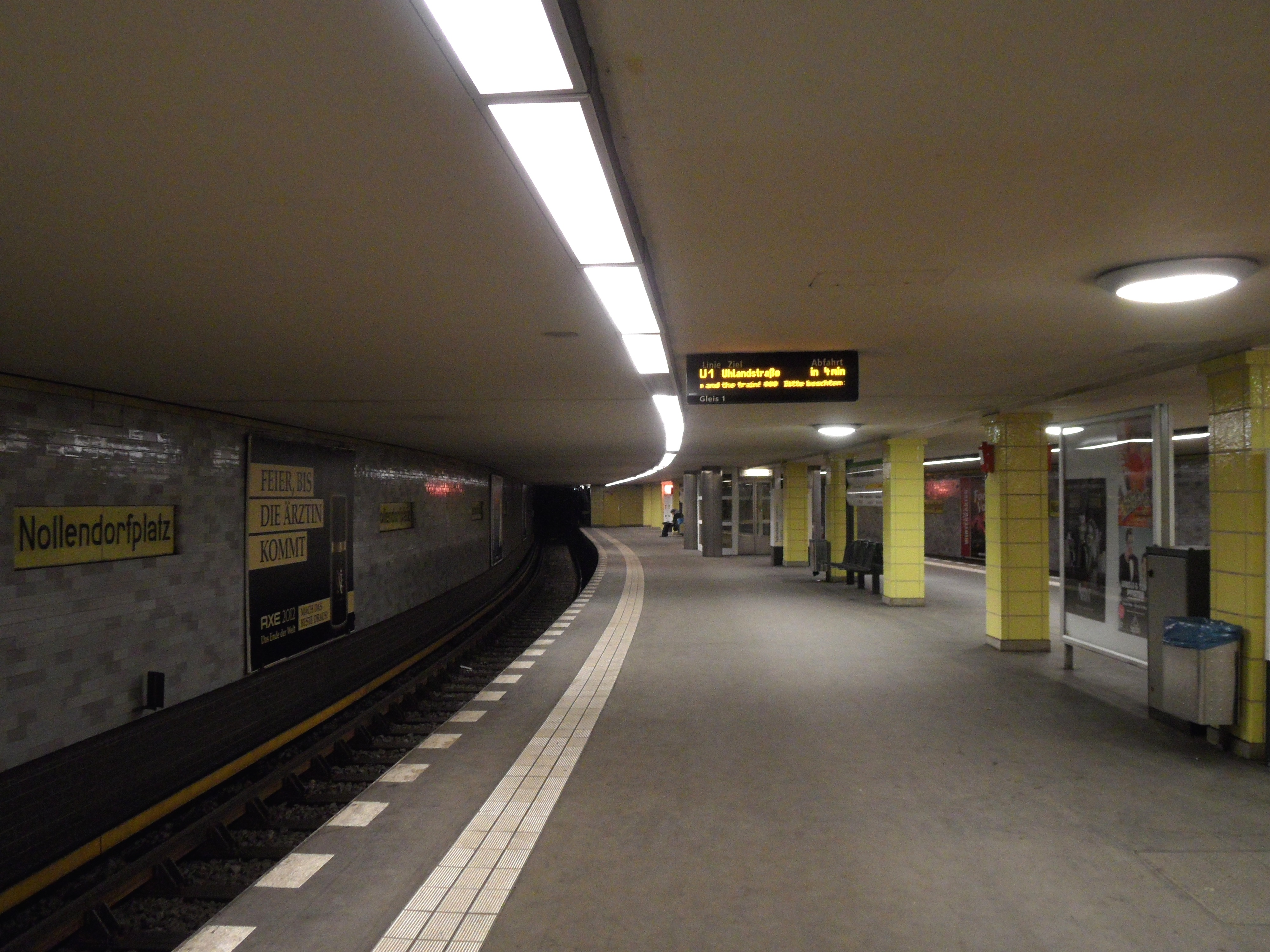
Perrong för linje  till Uhlandstrasse
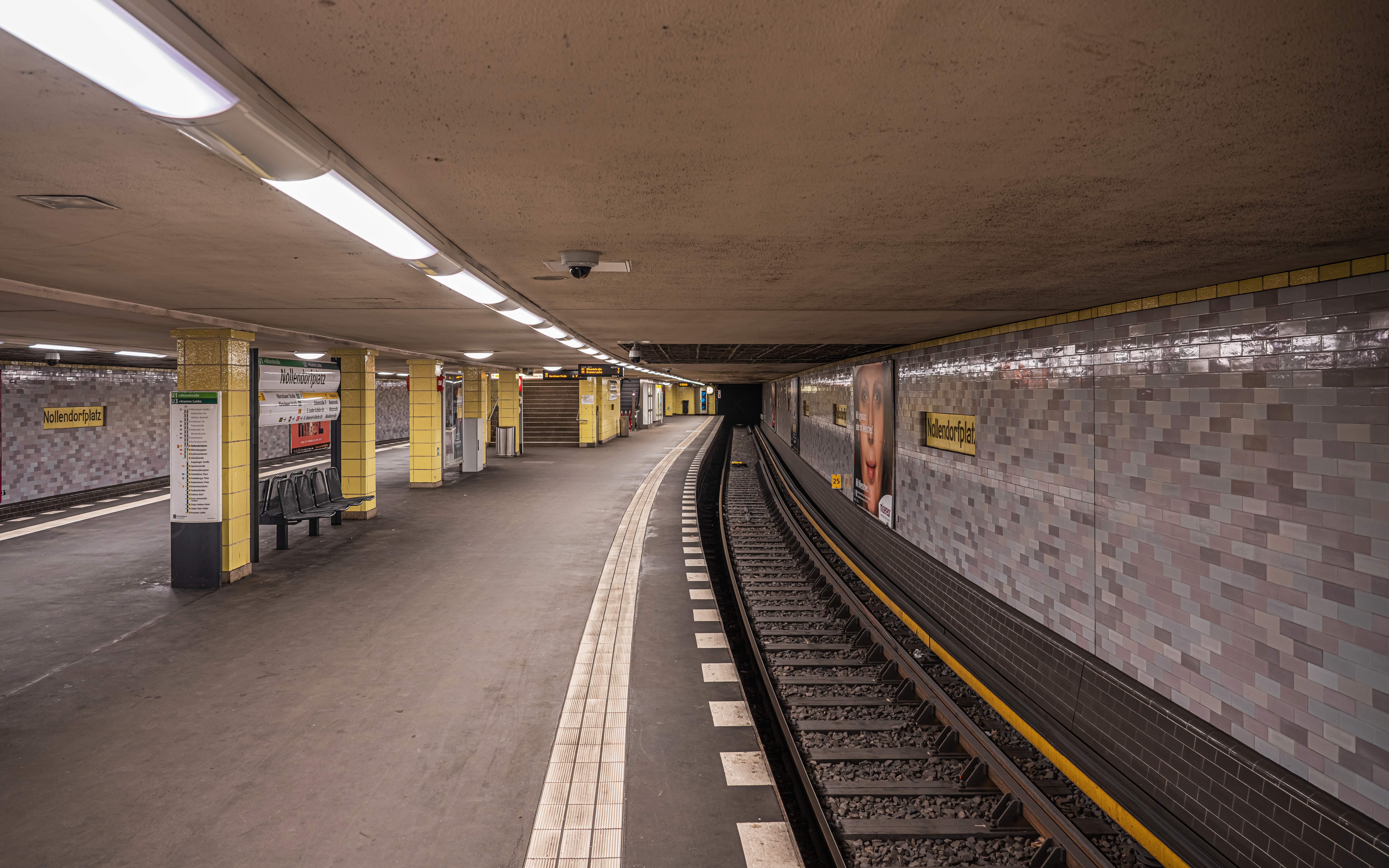
Perrong för linje  för resor som börjar vid Nollendorfplatz
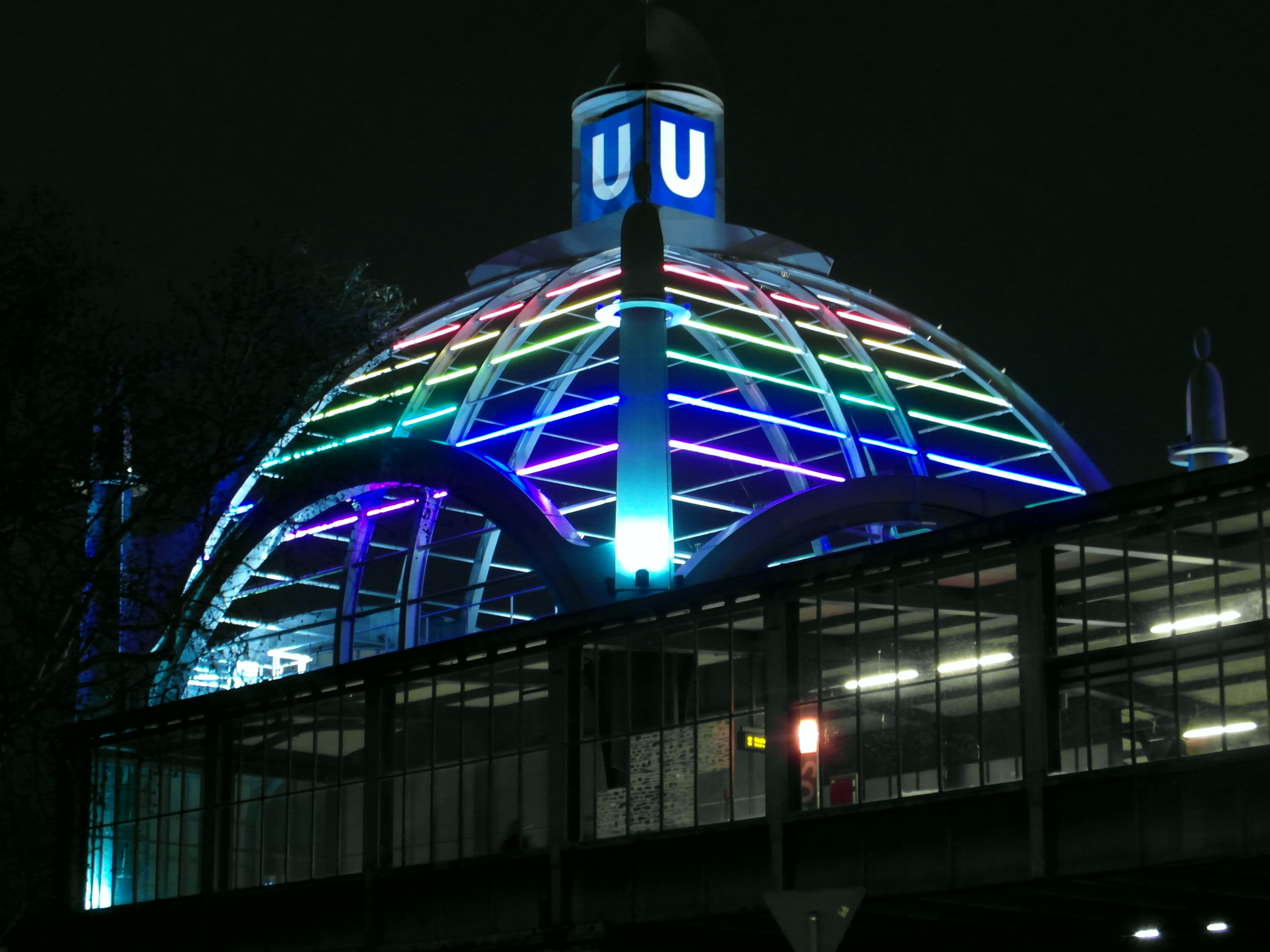
Glaskupolen på natten i Regnbågsflaggans färger.
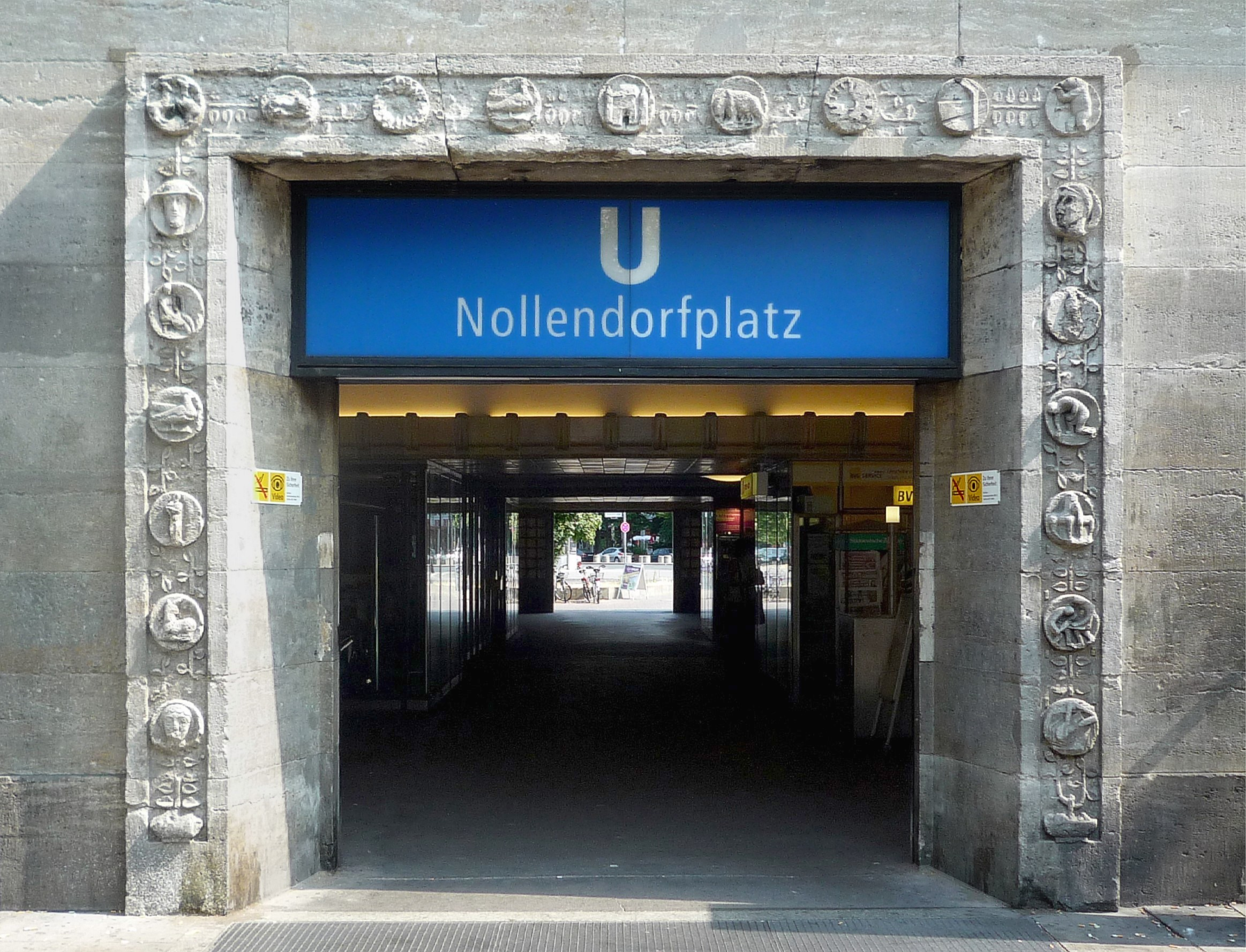
Ingång från sydsidan och Nollendorfplatz
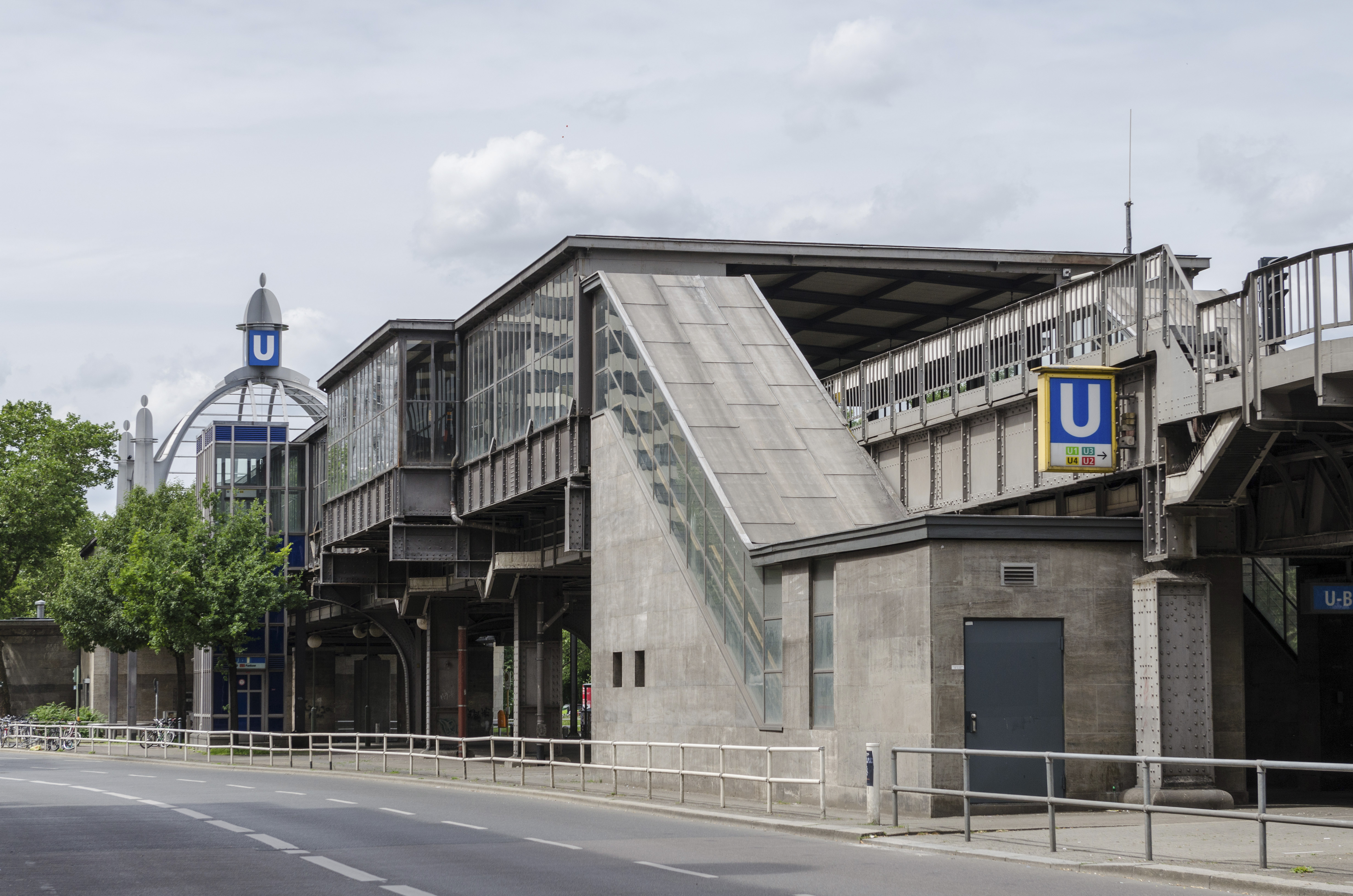
Stationsbyggnaden och utgång mot Bülowstrasse
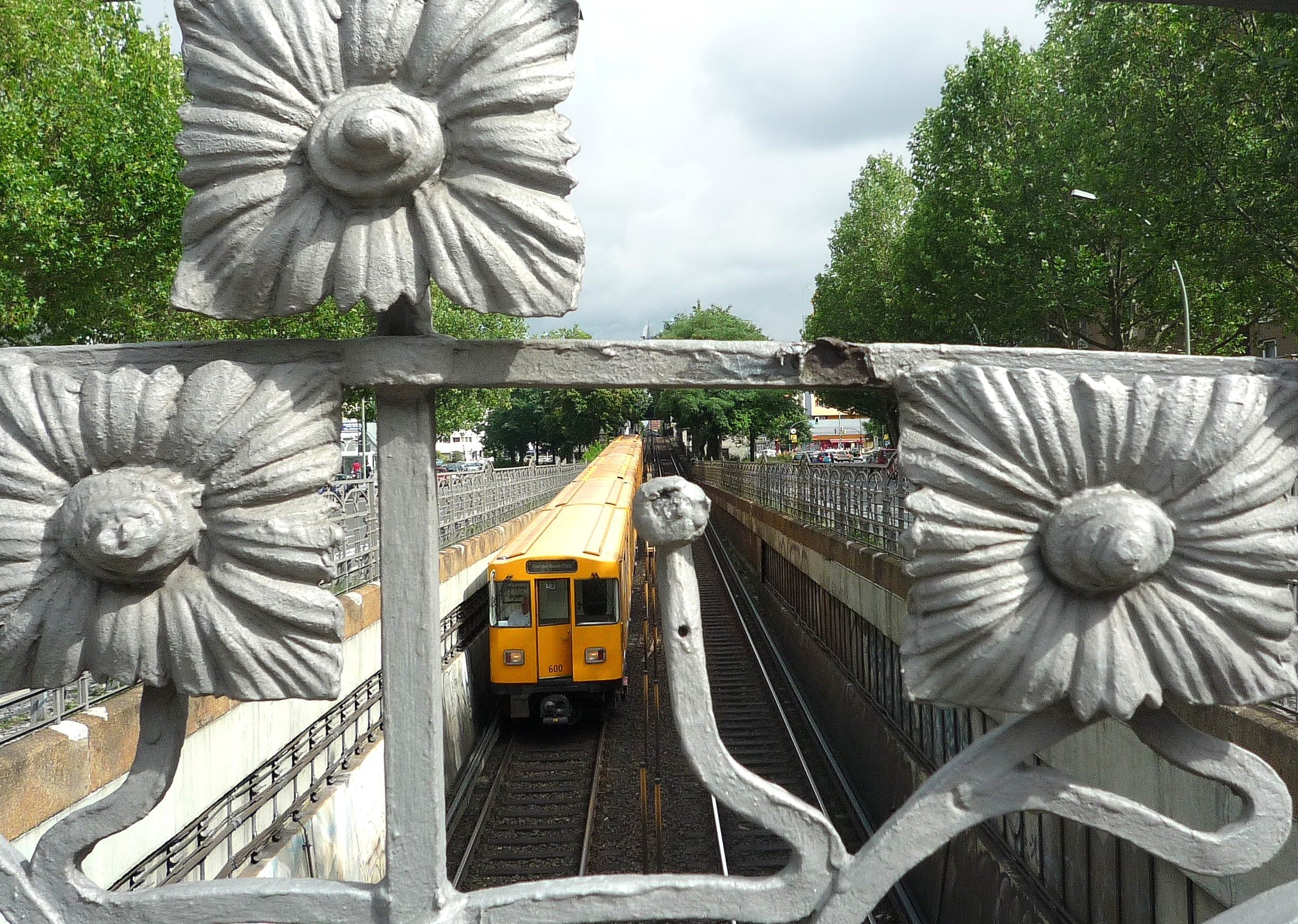
Tåg från Nollendorfplatz
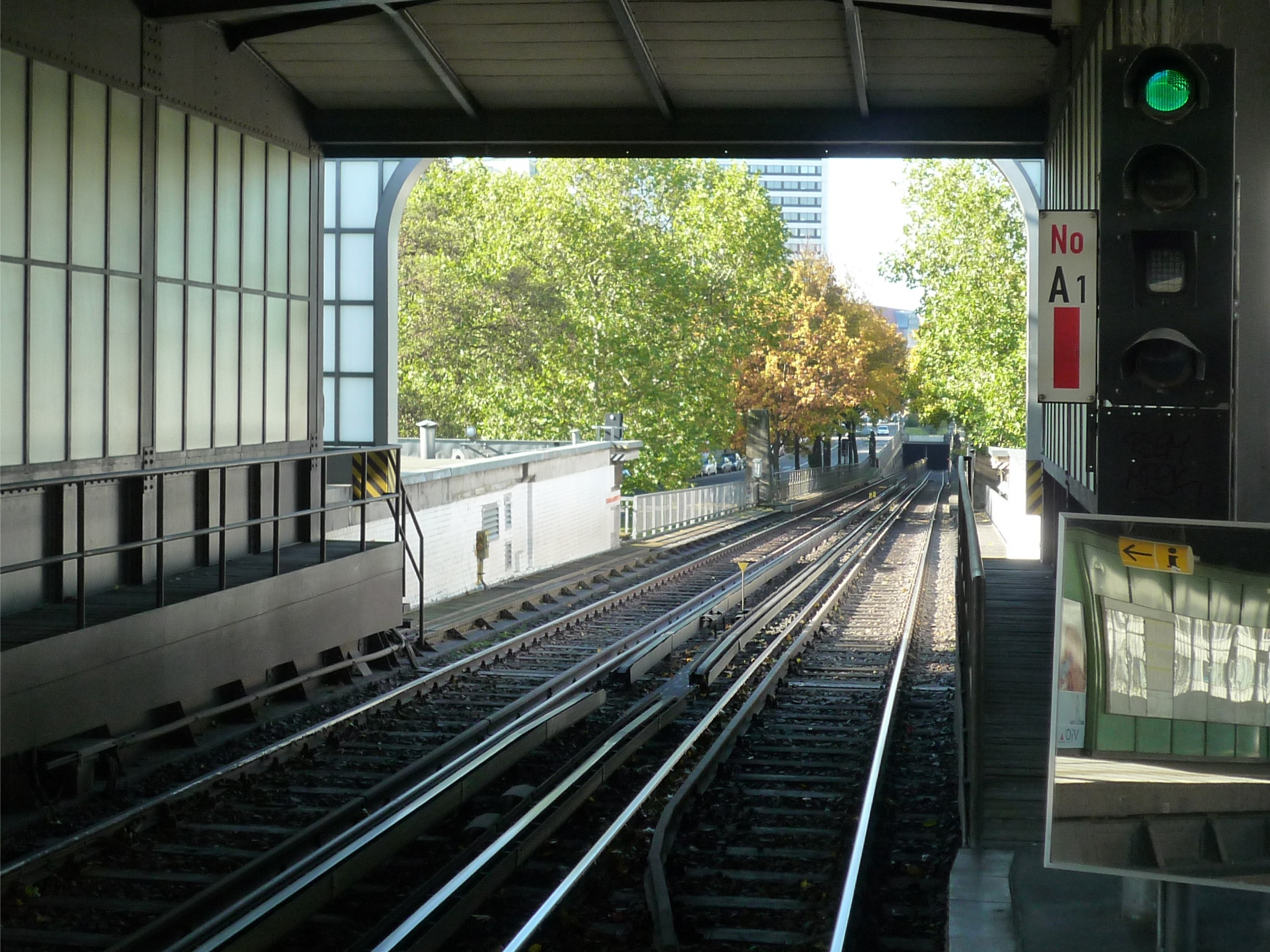
Utsikt mot tunneln på linje U2, från station Nollendorfplatz.
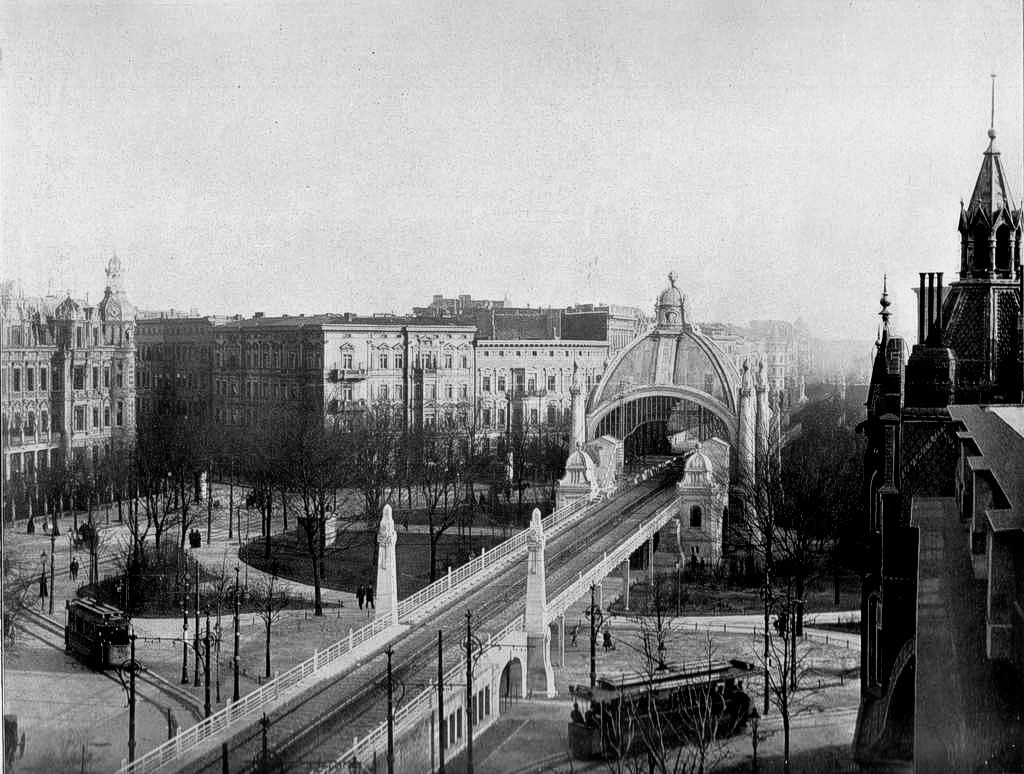
Nollendorfplatz 1903